# 梅扎河 (德拉瓦河支流)
46°35′11″N 15°1′20″E / 46.58639°N 15.02222°E

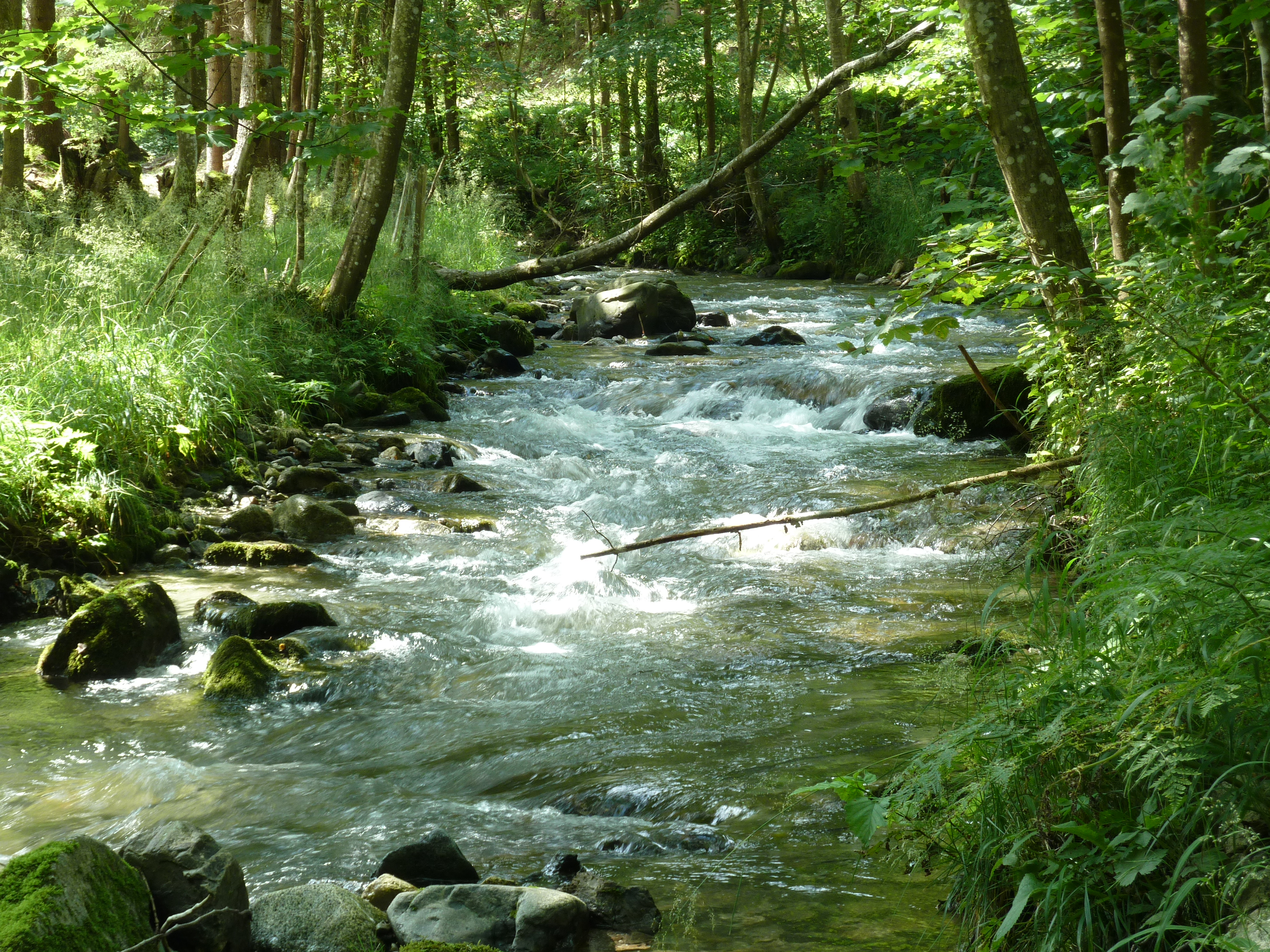

梅扎河（德語：Mieß），是中歐的河流，屬於德拉瓦河的右支流，流經奧地利和斯洛文尼亞，河口處在德拉沃格勒，河道全長43公里，流域面積537平方公里。